# Кримкарайлар
Асоціація кримських караїмів «Кримкарайлар» — громадська організація, що об’єднує кримських караїмів. До окупації Криму РФ була зареєстрована у місті Сімферополі. Головою організації є Володимир Ормелі. Підтримала окупацію Криму Російською федерацією.

## Історія
У 1989 році у Сімферополі було створено Кримське обласне товариство караїмської культури «Бірлик». Також караїмські національно-культурні товариства виникли в інших містах Криму та України. У 1994 році асоціація кримських караїмів увійшла до Всеукраїнської асоціації кримських караїмів «Кримкарайлар».

Лідери кримських караїмів вимагали визнати їх народ корінним та повернення у власність караїмської громади кенас — караїмських храмів.
У серпні 2005 року Асоціація кримських караїмів «Кримкарайлар» і етнокультурний центр «Кале» провели на території печерного міста Чуфут-Кале IX Міжнародний молодіжний караїмський табір 